# ウルカヌスの鍛冶場を訪れるヴィーナス
『ウルカヌスの鍛冶場を訪れるヴィーナス』（ウルカヌスのかじばをおとずれるヴィーナス、露: Венера в кузнице Вулкана、英: Venus at the Forge of Vulcan）は、フランドルのバロック期の画家ヤン・ファン・ケッセル1世が1662年にキャンバス上に油彩で制作した絵画である。画面下部中央に「J.V.Kessel fecit 1662」と署名と制作年が記されている。ギリシア神話の一場面を表しているが、むしろ四大元素 (大地、水、空気、火) の1つ「火」を寓意的に描いている作品である。現在、サンクトペテルブルクのエルミタージュ美術館に所蔵されている。

## 作品
[[ファイル:Jan Brueghel (I) and Hendrick van Balen (I) - Allegory of Fire; Venus in the Forge of Vulcan.jpg|サムネイル|250px|ヤン・ブリューゲル (父)、ヘンドリック・ファン・バーレン『火の寓意』 (1611年ごろ)、ドーリア・パンフィーリ美術館、ローマ]]
[[ファイル:David_Teniers_(II)_-_Guardroom_-_WGA22087.jpg|サムネイル|250px|テニールス『衛兵室』 (1642年)、エルミタージュ美術館]]

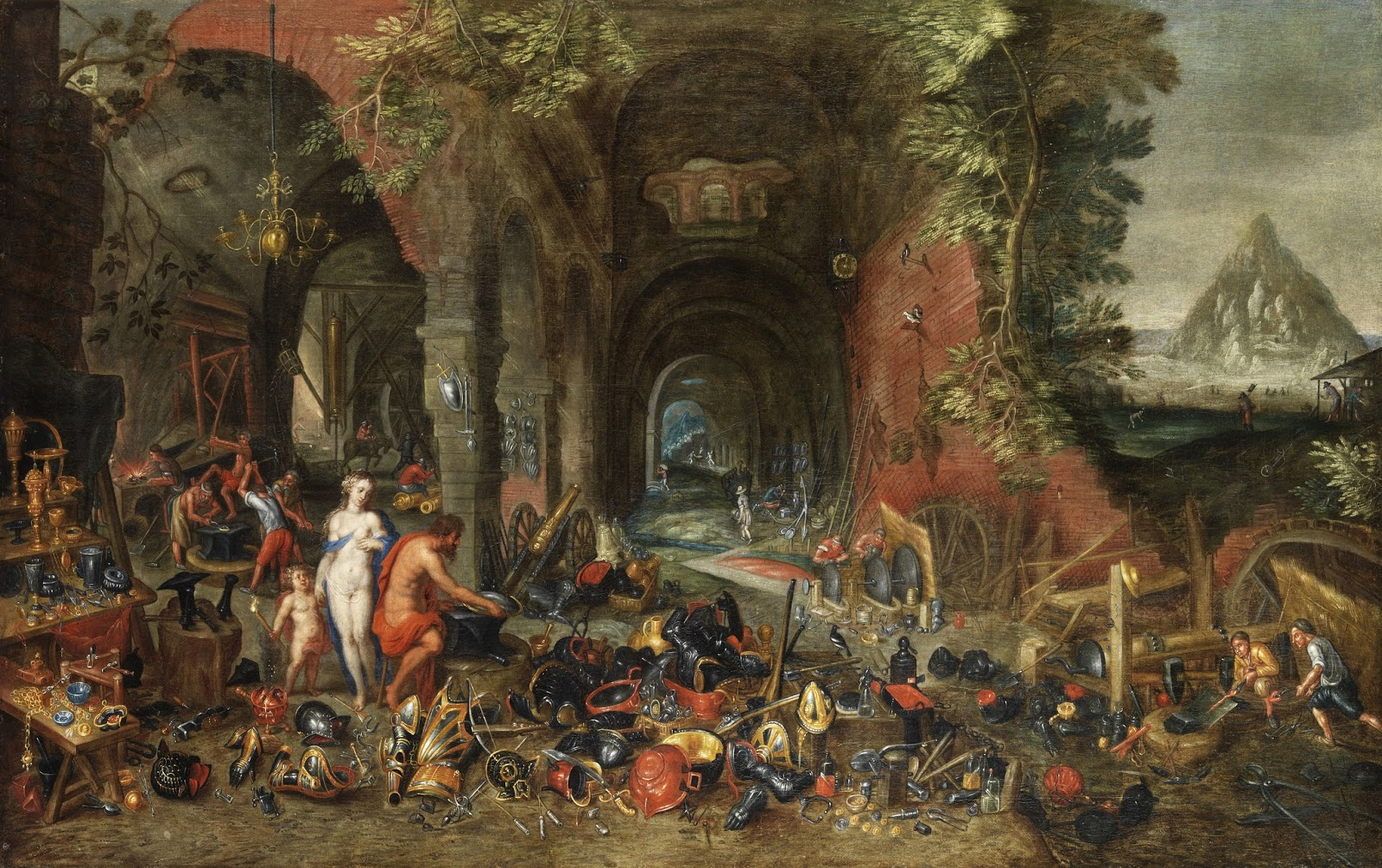
small|ヤン・ブリューゲル (父)、ヘンドリック・ファン・バーレン『火の寓意』 (1611年ごろ)、ドーリア・パンフィーリ美術館、ローマ

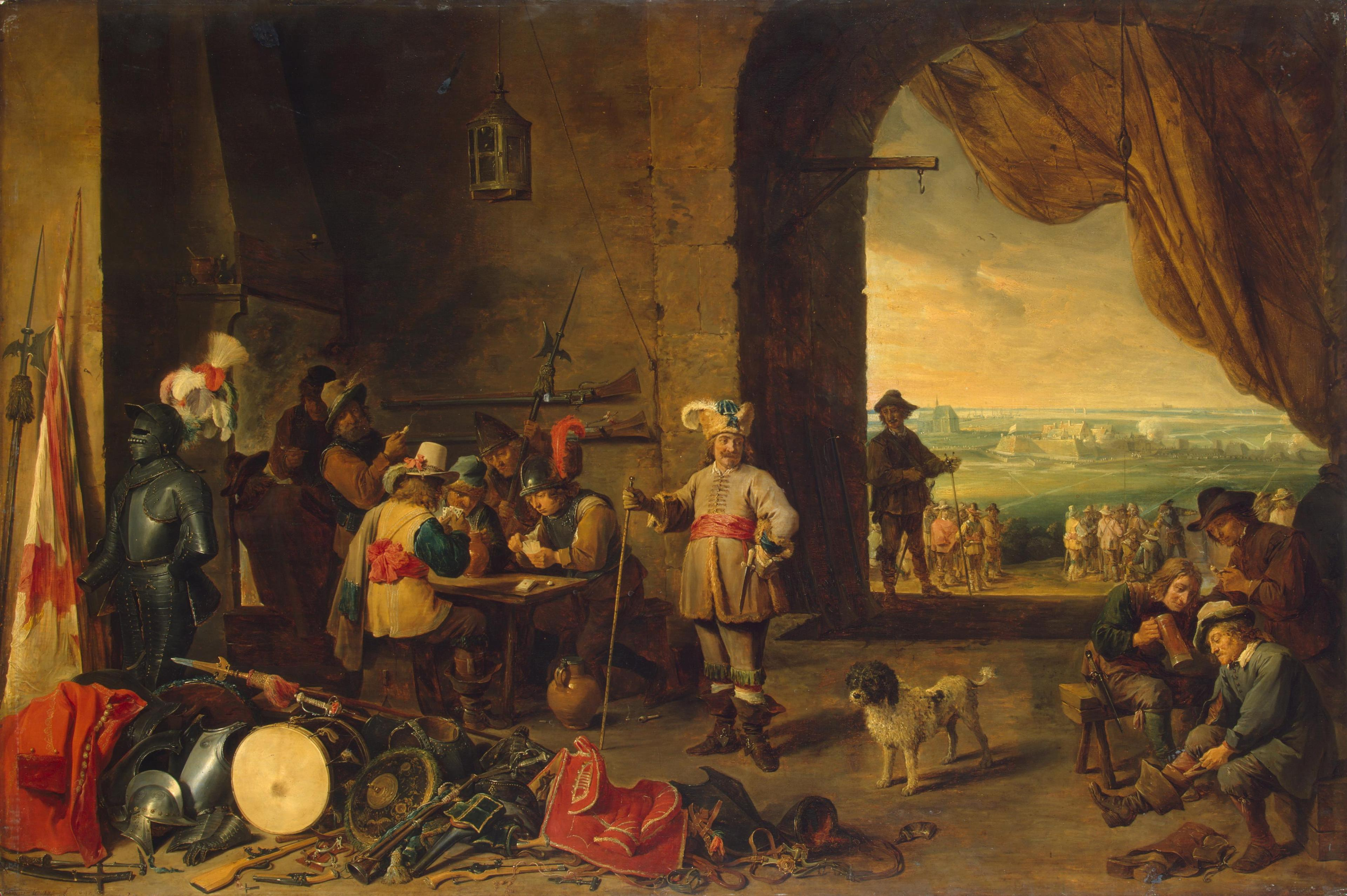
small|テニールス『衛兵室』 (1642年)、エルミタージュ美術館

古代ローマの詩人ウェルギリウスの叙事詩『アエネイス』(第8部370-386節) によれば、ヴィーナスがラティウム戦争に向かおうとする息子のアイネイアスのためにウルカヌスに武具一式を鍛造するように頼んだことが語られている。アイネイアスの勝利の結果、テヴェレ川の岸辺にトロイア人の居留地が築かれ、伝承によれば、それがローマの発祥の地となった。
この絵画は、キューピッドを伴ったヴィーナスがウルカヌスと彼の弟子たちの鍛冶場にやってくる場面を描いている。しかし、絵画はむしろ四大元素の1つ「火」の様々な様態を扱ったものである。火それ自体は画面左端の鍛冶場の火や遠景に見える火を噴く山に表わされているが、それ以外にも火を表すモティーフが描きこまれている。
その1つは、ウルカヌスが座る切り株のそばにいる2匹の伝説上の生物サラマンダーである。中世の動物寓話によれば、サラマンダーは火の中でも燃えず、炎を消す力も持っている。しかし、この絵画の最も重要な部分は、主に火によって造られる武器や武具である。画面前景の左右には、槍、刀、短銃、大砲といった武器や、兜、鎖帷子、籠手、盾といった武具、さらに小太鼓、トランペット、ティンパニーといった軍楽を示すものや旗や馬具も描かれている。加えて、前景の中央に見える銀製品やガラス製品、陶器なども日用品も火によって作られるものとして描きこまれている。
この絵画はまた、「ヴァニタス」 (現生の欲望の虚しさ) を表したものでもあり、それは開いている機械時計、燃える蝋燭、パイプ、タバコなどの喫煙具によって象徴される。一方、テーブルの左側にある塩入れとグラスに入ったワイン (右側) は聖餐式のモティーフである。
なお、本作の構図はヤン・ブリューゲル (父) とヘンドリック・ファン・バーレンによる『火の寓意』 (ドーリア・パンフィーリ美術館、ローマ) に負っている。また、武器や武具の描写は、ダフィット・テニールスの『衛兵室』 (エルミタージュ美術館) から借用したものである。